# Gnophos corneliata
Gnophos corneliata är en fjärilsart som beskrevs av Pierre Millière 1874. Gnophos corneliata ingår i släktet Gnophos och familjen mätare. Inga underarter finns listade i Catalogue of Life.